# Fanisławice
Fanisławice is een plaats in het Poolse district  Kielecki, woiwodschap Święty Krzyż. De plaats maakt deel uit van de gemeente Łopuszno en telt 402 inwoners.